# تپه محمدشهری
تپه محمدشهری (در گویش محل: تپه حَمَه) مربوط به سده‌های اولیه تا میانه دوران‌های تاریخی پس از اسلام است و در شهرستان قروه، بخش دهگلان، روستای عباس‌جوب واقع شده و این اثر در تاریخ ۱۹ مرداد ۱۳۸۴ با شمارهٔ ثبت ۱۲۷۹۳ به‌عنوان یکی از آثار ملی ایران به ثبت رسیده است.